# ال لارنس (ورزشکار)
ال لارنس (انگلیسی: Al Lawrence؛ زادهٔ ۲۶ april ۱۹۶۱ (۶۳ سال)) ورزشکار دو و میدانی اهل جامائیکا است.